# Dataset EPSG dei parametri geodetici
Il dataset EPSG dei parametri geodetici (anche registro EPSG) è un registro pubblico di dati geodetici, sistemi di riferimento spaziali, ellissoidi terrestri, trasformazioni di coordinate e relative unità di misura, originato da un membro dell'European Petroleum Survey Group (EPSG) nel 1985. Ad ogni entità viene assegnato un codice EPSG compreso tra 1024 e 32767, insieme a una rappresentazione WKT (well-known text) standardizzata. Il set di dati è gestito dal Comitato Geomatico dell'associazione IOGP ed è conforme alle specifiche ISO 19111:2019.
La maggior parte dei sistemi informativi geografici (GIS) e delle librerie GIS utilizzano i codici EPSG come identificatori di sistemi di riferimento spaziale (SRID) e le definizioni EPSG per identificare sistemi di riferimento di coordinate, proiezioni ed eseguire trasformazioni tra questi sistemi, mentre alcuni supportano anche SRID emessi da altre organizzazioni (come Esri).

## Codici EPSG più comuni
- EPSG:4326 - WGS 84, sistema di coordinate di latitudine/longitudine basato sul centro di massa terrestre, utilizzato tra gli altri dal Global Positioning System (GPS).
- EPSG:3857 - Proiezione Web Mercator utilizzata per la visualizzazione da servizi web di mappe, tra cui Google Maps e OpenStreetMap.
- EPSG:7789 - International Terrestrial Reference Frame 2014 (ITRF2014), un sistema fisso sulla Terra indipendente dalla deriva dei continenti.
- EPSG:3003 e EPSG:3004 - proiezione cartografica relativa al meridiano che passa per l'osservatorio situato sul Monte Mario

## Storia
Il dataset è stato creato nel 1985 da Jean-Patrick Girbig di Elf, per "standardizzare, migliorare e condividere i dati spaziali tra i membri dell'European Petroleum Survey Group". È stato reso pubblico nel 1994.
Nel 2005, l'organizzazione EPSG è stata fusa nell'Associazione internazionale dei produttori di petrolio e gas (IOGP) e ne è diventata il Comitato di geomatica. Tuttavia, il nome del registro EPSG è stato mantenuto per evitare confusione. Da allora, l'acronimo "EPSG" è diventato perlopiù sinonimo del dataset o del registro stesso.